# Homer a Líza ve při
Homer a Líza ve při (v anglickém originále Homer and Lisa Exchange Cross Words) je 6. díl 20. řady (celkem 426.) amerického animovaného seriálu Simpsonovi. Scénář napsal Tim Long a díl režírovala Nancy Kruseová. V USA měl premiéru dne 16. listopadu 2008 na stanici Fox Broadcasting Company a v Česku byl poprvé vysílán 18. října 2009 na stanici ČT2.

## Děj
Bart a Líza začnou před domem prodávat ve stánku limonádu, ale ten je rychle zavřen, protože nemají povolení k prodeji. Postaví se do fronty na úřadě pro vydávání licencí, ale zjistí, že je uvnitř dlouhá fronta, protože úředník luští křížovku. Líza je netrpělivá, a tak ji sama vyplní a zjistí, že ji luštění baví a stává se na něm závislá. Scéna je záběr po záběru adaptací scény s Alem Sandersem z dokumentárního filmu Wordplay. Nakonec se jimi stane tak posedlá, že jí inspektor Chalmers předá leták na křížovkářský turnaj ve městě. Mezitím U Vočka Edna Krabappelová nabídne, že koupí pivo tomu, kdo místo ní ukončí její vztah s ředitelem Skinnerem. Homer jej skutečně skončí a rozhodne se vzít druhou práci, ve které pomáhá rozbíjet milostné vztahy. Grady, jeden z jeho bývalých spolubydlících, zavolá Homerovi a požádá ho, aby rozbil vztah Gradyho a jeho přítele, protože si v Duffmanovi našel nového a „lepšího“ muže. Homerovi se úspěšně podaří pár rozdělit. Poté, co vydělá spoustu peněz, se mu zdá, že ho obtěžují „duchové“ zklamaných milenců, a proto s obchodem skončí. 
Na křížovkářském turnaji vsadí Homer peníze z rozchodového obchodu na Lízu a vyhrává. Když však uslyší Lízu říkat, že se bojí finálového kola, vsadí na druhého finalistu, Gila Gundersona. Gil hraje s Lízou o její sympatie a namluví jí, že kolo prohraje, což Homerovi umožní vyhrát finálovou sázku. Když si Líza uvědomí, že Homer přišel k penězům, když proti ní v turnaji vsadil, rozzlobí se na něj a odmítá se uznat za Homerovu dceru, dokonce zajde tak daleko, že si vezme Margino dívčí jméno a začne si říkat Líza Bouvierová. Homer se cítí provinile a pověří Merla Reagla a Willa Shortze, aby pro The New York Times vytvořili speciální křížovku, v jejíž nápovědě a řešení se skrývá jeho omluva Líze. Nakonec se oba usmíří.

## Produkce
Scénář epizody napsal Tim Long a režírovala ji Nancy Kruseová. James L. Brooks se pro díl inspiroval dokumentárním filmem Wordplay z roku 2006, který zachycuje národní mistrovství v luštění křížovek, a napadlo ho, že by Líza měla v epizodě jet na mistrovství. V dílu se objeví Will Shortz a Merl Reagle, kteří v dokumentu hráli. „Cítili jsme, že Will i Merl jsou (ve filmu Wordplay) velmi přesvědčivé, neokoukané osobnosti, které by do našeho vesmíru velmi dobře zapadly,“ řekl Brooks.
Shortz byl první hostující hvězdou, kterou producenti Simpsonových oslovili, Long později požádal Reagla, aby pro epizodu vytvořil hádanky. Reagle své repliky nahrával ve studiu nedaleko svého domova a pro deník Arizona Daily Wildcat uvedl, že „na to, že jsem odmalička takový blázen do animace, jsem nikdy ani nesnil (o tom, že bych hrál v kresleném filmu). Je to jako sen, který se mi nikdy nesplnil.“ Dodal, že křížovky „v dílu neuvidíte moc dlouho, ale když se fanoušci křížovek dívají na tento seriál, chceme, aby si mysleli, že jsme to zvládli“. Reagle navrhl všechny křížovky, jež se v epizodě objevily, včetně jedné, která se objevila na hopsacím hřišti v Lízině snu. Ve scénáři byly určité věty, které musely být do Reaglových křížovek zakomponovány, včetně jedné, kde Gil říká: „Myslím, že sem hodím pár Q,“ a napíše do polí křížovky několik Q. V té chvíli se objevily i další hádanky, které se vyskytly v dílu. Reagle proto musel vytvořit hádanku, která používala slova obsahující písmeno Q častěji, než by bylo obvyklé. Také uvedl, že viděl raný scénář epizody, „ale oni ho do poslední chvíle mění. V mnoha ohledech to uvidím poprvé spolu s ostatními.“ Scott Thompson má v epizodě cameo jako Grady, gayská postava, kterou poprvé namluvil v epizodě 14. řady Čtyřprocentní trojka.
Epizoda obsahuje tři hudební montáže: v pasáži, kdy Homer pomáhá párům se rozejít, zazní „Farewell to You, Baby“ od Carla Martina, Homerovo sázení na Lízino řešení hádanek je podbarveno skladbou „Word Up!“ od Camea a v pozadí montáže slov vyjmutých ze slovníku hraje „Fanfare for the Common Man“.

### Propagace
Za účelem propagace tohoto dílu hosté Reagle a Shortz ve spolupráci se scenáristou epizody Timem Longem vytvořili skrytou zprávu týkající se Simpsonových (věnovanou tomuto dílu), která se objevila v nedělní křížovce deníku The New York Times dne 16. listopadu 2008. Křížovka, jež nesla název „Sounds Like Somebody I Know“, se také objevuje jako dějový bod v epizodě. Harry Shearer natočil klip, ve kterém pan Burns a Smithers 16. listopadu 2008 sdělují vítězi nedělní hádanky National Public Radio, co vyhrál.

## Přijetí
V den vysílání epizodu sledovalo 8,5 milionu diváků a měla rating 3,9 podle Nielsenu, čímž se umístila na čtvrtém místě ve svém vysílacím čase. Díl se umístil na prvním místě v demografické skupině 18–34 let s ratingem 4,7 podle Nielsenu a podílem 13 na publiku, čímž těsně porazila epizodu 60 Minutes s Barackem Obamou v této demografické skupině.
Tim Long byl za scénář k dílu nominován na Cenu Sdružení amerických scenáristů v kategorii animovaných filmů.
Epizoda získala vesměs pozitivní recenze od kritiků. Robert Canning z IGN uvedl, že na dílu nebylo nic „strašného“, ale že nebylo nad čím jásat. Dále vyslovil názor, že v epizodě je řada vtipů na vyhození, které podle něj fungují dobře, „ale díl jako celek mě nedokázal zaujmout. Jak už bylo řečeno, existuje řada epizod, které už do této formy zapadají, a většina z nich je mnohem lepší.“
Daniel Aughey z TV Guide si uvedl, že díl poskytl „zdravou rovnováhu“ humoru, příběhu a srdce. „Přesně to, co dělá skvělou epizodu Simpsonových!“ Aughey by uvítal, kdyby Homerova dějová linie byla prozkoumána jako áčkový příběh ve vlastní epizodě, a ne zkrácena jako céčkový příběh.
Erich Asperschlager z TV Verdictu řekl, že dějová linka s řešením hádanek byla „velmi zábavná“, a to jak pro své odkazy na „velmi zábavný“ dokument Wordplay, tak pro vtipy, které inspirovala. Jediným problémem závěrečné části děje podle něj bylo, že ubírala na tom, co mohlo být „jednou z nejlepších epizod zaměřených na Lízu za dlouhou dobu. Skloubení jejího knižního cítění s kruciálními schopnostmi je inspirativní nápad. Měli si s ním dát větší práci. Přinejmenším by tak zbylo více prostoru pro Willa Shortze a Merla Reagla.“